# Копетдагское водохранилище
Копетда́гское водохрани́лище (туркм. Köpetdag suw howdany)— водохранилище в Ахалском велаяте Туркменистана. Ёмкость более 220 млн м³. Площадь — 33 км².

## Описание
Копетдагское водохранилище построено в конце третьей очереди Каракумского канала от города Теджена до Геок-Тепе, проходящей вдоль предгорий Копетдага протяжённостью 300 км. Расположено северо-западнее города Геок-Тепе. Под чашу водохранилища отводилось 6087 га земли. На значительном протяжении вдоль канала проходит шоссе М37. Подвержено значительным (7—9 м) колебаниям уровня.
Играет важную роль для сельского хозяйства. Его водами орошается 215,8 тысячи га земли. Минерализация вод в 1987 году составляла 0,7—1 г/литр.
Первый год наполнения — 1973-й. Окончание четвёртого этапа строительства и выход на проектную мощность были осуществлены в 1986 году.

## Фауна
В водохранилище обитает 32 вида рыб. В первые годы доминировали чехонь, плотва, судак, жерех и лещ, а из сорных рыб преобладают амурский бычок и востробрюшка.